# Felipe Orts
Felipe Orts Lloret (Villajoyosa, 1º aprile 1995) è un ciclocrossista e ciclista su strada spagnolo che corre per il Ridley Racing Team. Specialista del ciclocross, già vice-campione del mondo Under-23 nel 2017, nel 2024 ha vinto la medaglia d'argento Elite agli Europei di ciclocross a Pontevedra.

## Palmarès

### Cross
- 2012-2013 (Juniores)

Campionati spagnoli, Junior
- 2015-2016

Gran Premi del Vallès (Les Franqueses del Vallès)
Ciclocross Internacional Ciudad de Valencia (Valencia)
Campionati spagnoli, Under-23
- 2016-2017

Campionati spagnoli, Under-23
- 2017-2018

Ziklokross Laudio (Laudio)
Basqueland Zkrosa (Elorrio)
Utsunomiya Cyclo-cross Series (Utsunomiya)
Trofeo Joan Soler (Manlleu)
Cyclo-cross Internacional Ciudad de Valencia (Valencia)
Abadiñoko udala saria (Abadiño)
- 2018-2019

Ciclocross Internacional de Xaxancx (Marín)
Ziklokross Laudio (Laudio)
Gran Premi Internacional Ciutat de Vic (Vic)
Abadiñoko udala saria (Abadiño)
Trofeo San Andrés, (Ametzaga)
Utsunomiya Cyclo Cross #2 (Utsunomiya)
Campionati spagnoli, Elite
- 2019-2020

Ziklokross Laudio (Laudio)
Basqueland Zkrosa (Elorrio)
Gran Premi Les Franqueses (Les Franqueses del Vallès)
Ciclocross Manlleu (Manlleu)
Gran Premi Internacional Ciutat de Vic (Vic)
Ziklokross Igorre (Igorre)
Ciclo-cross Ciudad de Xàtiva (Xàtiva)
Ciclocross Internacional Ciudad de Valencia (Valencia)
Campionati spagnoli, Elite
- 2020-2021

Trofeu de Ciclocross Sueca (Sueca)
Ciclo-cross Ciudad de Xàtiva (Xàtiva)
Ciclocross Internacional Ciudad de Valencia (Valencia)
Campionati spagnoli, Elite
- 2021-2022

Ciclocross Internacional de Xaxancx (Marín)
Grand Prix de la Commune de Contern (Contern)
Basqueland Zkrosa (Elorrio)
Ciclo-cross Ciudad de Xàtiva, (Xàtiva)
Ciclo-cross Internacional Ciudad de Valencia (Valencia)
Campionati spagnoli, Elite
- 2022-2023

Ciclocross Internacional Lago de As Pontes (As Pontes de García Rodríguez)
Ciclocross Internacional Concello de Ribadumia (Ribadumia)
Ciclo-cross Ciudad de Xàtiva (Xàtiva)
Campionati spagnoli, Elite
- 2023-2024

Ciclocross Internacional de Xaxancx (Marín)
Ciclocrosse de Melgaço (Melgaço)
Ciclocross Internacional Ciudad de Tarazona (Tarazona)
Ciclo-cross Ciudad de Xàtiva (Xàtiva)
Ciclocross Internacional Ciudad de Valencia (Valencia)
Campionati spagnoli, Elite
- 2024-2025

Cyclocross Rucphen (Rucphen)

### Strada
- 2019 (Mutua Levante-Alé, due vittorie)

3ª tappa Vuelta a Salamanca (Guijuelo > Salamanca)
1ª tappa Volta a la Província de València (Valencia > Riba-roja de Túria)
- 2020 (Mutua Levante-Alé, una vittoria)

Classifica generale Vuelta a la Provincia de Alicante

#### Altri successi
- 2019 (Dilettanti)

Subida al Castillo de Cuéllar

## Piazzamenti

### Competizioni mondiali
- Campionati del mondo di ciclocross

Hoogerheide 2014 - Under-23: 51º
Tábor 2015 - Under-23: 17º
Heusden-Zolder 2016 - Under-23: 6º
Bieles 2017 - Under-23: 2º
Valkenburg 2018 - Elite: 20º
Bogense 2019 - Elite: 12º
Dübendorf 2020 - Elite: 14º
Ostenda 2021 - Elite: 26º
Fayetteville 2022 - Elite: 13º
Hoogerheide 2023 - Elite: 19º
Tábor 2024 - Elite: 10º
- Campionati del mondo gravel

Fiandre 2024 - Elite: 44º

### Competizioni continentali
- Campionati europei di ciclocross

Silvelle 2019 - Elite: 9º
Rosmalen 2020 - Elite: 7º
Col du VAM 2021 - Elite: 17º
Namur 2022 - Elite: 6º
Pontchâteau 2023 - Elite: 9º
Pontevedra 2024 - Staffetta mista: 3º
Pontevedra 2024 - Elite: 2º